# 井上雄太
井上 雄太（いのうえ ゆうた、1990年8月24日 - ）は、日本の俳優である。大阪府出身。東宝芸能所属。

## 略歴
映画『桐島、部活やめるってよ』のオーディションで一緒だった東出昌大の活躍を見て後悔の気持ちのまま社会人を続けるのが嫌だったので親にも内緒で応募し、東宝芸能が創立50周年を記念して開催した同事務所初の男性オーディションにて七瀬公・大地伸永とともに合格。2015年にテレビドラマ『民王』出演で俳優デビュー。

## 人物
- 趣味：映画鑑賞、舞台鑑賞、カラオケ[1]
- 憧れの俳優は、堺雅人[3]。

## 出演

### テレビドラマ
- 民王（2015年7月24日 - 9月18日、テレビ朝日） - 学生 役
- チア☆ドル 第1話（2015年10月18日、朝日放送）
- 早子先生、結婚するって本当ですか? 第1話（2016年4月21日、フジテレビ）
- 警視庁・捜査一課長 season1 第4話（2016年5月5日、テレビ朝日） - 木下樹一 役
- 奇跡の人 第5話（2016年5月22日、NHK BSプレミアム）
- 脚本家と女刑事（2016年8月29日、読売テレビ） - 御手洗和輝 役
- 警視庁捜査一課9係 第8話（2017年5月31日、テレビ朝日） - 捜査員 役
- モンテ・クリスト伯 -華麗なる復讐- 第7話（2018年5月31日、フジテレビ）
- 大人の恋愛塾 マジメ男信彦の疑問（2018年12月20日、読売テレビ） - 信彦 役
- アリバイ崩し承ります（2020年2月1日 - 3月14日、テレビ朝日） - 下郷明斗夢 役
- IP〜サイバー捜査班（2021年7月1日 - 9月16日 、テレビ朝日） - 安洛一誠（大学院生時代） 役
- プロミス・シンデレラ 第4話（2021年8月3日、TBS）
- ジョフウ 〜女性に××××って必要ですか?〜（2025年4月2日 - 6月4日、テレビ東京） - ヒロキ 役[4]
- イグナイト -法の無法者- 第3話（2025年5月2日、TBS） - 弁護士 役

### ウェブドラマ
- 恋愛ドラマな恋がしたい3（2019年5月11日 - 7月27日、ABEMA） - ユウタ 役

### 映画
- ラオス 竜の奇跡（日本・ラオス外交関係樹立 60 周年記念合作映画）（2017年6月24日公開、アークエンタテインメント） - 主演・川井 役
- 氷菓（2017年11月3日公開、KADOKAWA）
- 累 -かさね-（2018年9月7日公開、東宝）
- 屍人荘の殺人（2019年12月13日公開、東宝）
- シン・ウルトラマン（2022年5月13日公開、東宝）[5]
- 復讐のワサビ (2024年2月9日公開、Hema Films)[6]

### テレビ番組
- イケ男！おもてなしキャンプ（2018年4月4日 - 9月26日、BS日テレ）

### 舞台
- 劇団た組。『貴方なら生き残れるわ』（2018年11月21日 - 25日、彩の国さいたま芸術劇場）
- 続・雷神とリーマン（2019年7月2日 - 7日、すみだパークスタジオ） - リーマン大村 役
- 浪漫舞台 新装『走れメロス』 〜小説 太宰 治〜（2022年3月5日・6日、森ノ宮ピロティホール / 3月12日 - 21日、自由劇場） - 山岸外史 役

### CM
- NTT docomo dヒッツ「急な雨編」「バスが来ない編」（2016年12月 - 2017年1月）[3]

### ランウェイ
- 関西コレクション（2011S/S、2012S/S、2012Ａ/W）